# Lucien Bannier
Lucien Bannier (12 janvier 1893 - 20 novembre 1986) est un espérantiste français.

## Biographie
Lucien Bannier nait le 12 janvier 1893 à Damvillers. Ses parents, Marie Eugènie Harmant et Jules François Bannier, sont tailleurs. En 1913, il s’enrôle et participe pendant quatre mois à la Première Guerre mondiale, avant d’être grièvement blessé.
Lucien Bannier meurt le 20 novembre 1986 à Ivry-sur-Seine et est enterré à Damvillers.

## Œuvres
- Historio de SAT. 1921-1952, 1953